# Iridodictyum kolpakowskianum
Iridodictyum kolpakowskianum là một loài thực vật có hoa trong họ Diên vĩ. Loài này được Rodionenko miêu tả khoa học đầu tiên.